# HNK Šibenik
Pour les articles homonymes, voir HNK.
Maillots
Le HNK Šibenik est un club croate de football basé à Šibenik. 

## Historique
Le club se classe quatrième du championnat de Croatie de première division en 2007 et 2010, ce qui constitue ses meilleures performances.

## Bilan sportif

### Palmarès
- Championnat de Croatie D2
  - Champion : 2006 (Division Sud) et 2020

- Championnat de Croatie D3
  - Champion : 2015 (Division Sud)

- Coupe de Croatie
  - Finaliste : 2010 et 2023

### Bilan européen
Note : dans les résultats ci-dessous, le score du club est toujours donné en premier
| Saison    | Compétition  | Tour            | Club                  | Domicile | Extérieur | Total |
| --------- | ------------ | --------------- | --------------------- | -------- | --------- | ----- |
| 2010-2011 | Ligue Europa | Premier tour Q  | Sliema Wanderers      | 0 - 0    | 3 - 0     | 3 - 0 |
| 2010-2011 | Ligue Europa | Deuxième tour Q | Anórthosis Famagouste | 0 - 3 ap | 2 - 0     | 2 - 3 |

Légende
- Victoire ou qualification pour le tour suivant
- Match nul
- Défaite ou élimination de la compétition